# Ungebundene Sammlung auf Åland
Die Ungebundene Sammlung auf Åland (schwedisch Obunden samling på Åland, Abkürzung ObS) ist eine konservativ-regionalistische Partei in der autonomen finnischen Provinz Åland.

## Geschichte
Die Ungebundene Sammlung auf Åland ging 1987 aus der zentristischen Agrarpartei Åländisches Zentrum hervor, welche ihrerseits 1976 gegründet wurde. Am 28. Oktober 2013 berichtete die Tageszeitung Nya Åland, dass die Ungebundene Sammlung auf Åland in die Moderaten auf Åland (schwedisch Moderaterna på Åland) fusionieren werde und das neue Bündnis fortan als Moderate Sammlung für Åland auftreten werde. Die gesamte Fraktion der Ungebundenen Sammlung auf Åland, bestehend aus insgesamt vier Abgeordneten, folgte der ehemaligen Parteivorsitzenden Gun-Mari Lindholm in das Bündnis.
Ein Teil der Ungebundenen Sammlung auf Åland bestand allerdings fort, drohte jedoch in der politischen Bedeutungslosigkeit zu versinken. Bei der Parlamentswahl in Åland 2015 konnte der neue Parteivorsitzende Bert Häggblom zwar drei der vormals vier Sitze zurückgewinnen, auf kommunaler Ebene verlor die Partei jedoch bei den gleichzeitig stattfindenden Gemeinderatswahlen 16 Mandate und kam auf nunmehr 8 statt vormals 24 Sitze. Im Herbst 2018 verließ der Lagtingsabgeordnete Fredrik Fredlund sowohl Partei als auch Fraktion, nachdem er wegen zweifacher Misshandlung in seiner Partnerschaft zu 75 Tagen Haft verurteilt wurde. Dadurch verringerte sich die Zahl der Abgeordneten der Ungebundenen Sammlung auf Åland von drei auf zwei.

## Ausrichtung
Neben ihrem konservativen Profil steht die Ungebundene Sammlung auf Åland besonders dafür, dass möglichst viele Entscheidungen auf regionaler, direktdemokratischer Ebene gefällt werden sollen, da sich größere politische Einheiten immer weiter von der Bürgerschaft entfernen. Daher ist die Partei auch EU-skeptisch eingestellt und befürwortet die Autonomie von Åland nicht nur zur Wahrung der schwedischen Sprache und der eigenständigen Kultur, sondern auch, weil die spezielle Meinung der åländischen Bevölkerung bei größerem Einfluss der Regierung Finnlands auf die autonome Provinz übergangen werden könnte. Die Ungebundene Sammlung auf Åland lässt sich von ihrem regionalistischen Verständnis mit den Freien Wählern in Deutschland vergleichen.

## Wahlergebnisse
| Jahr | Wahl                | Stimmen | Stimmenanteil | Sitze |
| ---- | ------------------- | ------- | ------------- | ----- |
| 1987 | Parlamentswahl 1987 | 0.750   | 07,0 %        | 2/30  |
| 1991 | Parlamentswahl 1991 | 1.047   | 09,7 %        | 3/30  |
| 1995 | Parlamentswahl 1995 | 1.104   | 09,8 %        | 3/30  |
| 1999 | Parlamentswahl 1999 | 1.537   | 12,8 %        | 4/30  |
| 2003 | Parlamentswahl 2003 | 1.163   | 09,4 %        | 3/30  |
| 2007 | Parlamentswahl 2007 | 1.571   | 12,3 %        | 4/30  |
| 2011 | Parlamentswahl 2011 | 1.639   | 12,6 %        | 4/30  |
| 2015 | Parlamentswahl 2015 | 1.328   | 09,6 %        | 3/30  |
| 2019 | Parlamentswahl 2019 | 1.926   | 13,57 %       | 4/30  |
| 2023 | Parlamentswahl 2023 | 2.150   | 15,31 %       | 5/30  |